# やまいもまつり
やまいもまつり有限会社とは、山口県周南市に拠点を置く特産物の流通とコーディネート、商品開発、就農・営農指導、グリーンビジネスを行う中小企業の事である。農業の6次産業化やコミュニティビジネスを目指し地域の若者から高齢者まで、地域の多くの人に役割を与えられる取組をという理念で設立された。

## 概要
1977年（昭和52年）4月、社長村田将弘が自然生の採取と試験栽培に着手する。
1979年（昭和54年）一村一品運動の草分けとして自然生山芋の特産化を開始した。
1989年（平成元年）農業生産組合山の幸文化会として正式に設立される。ヤマノイモ（自然生)の生産および販売を中心とした農産物卸業を中心としており、他にもむかごの生産・販売を行なっていた。
1999年（平成11年）やまいもまつり有限会社に改組すると、市場開拓や流通の整備を進めながら、生産規模を拡大、ヤマノイモ(自然生)栽培法（波乗り名人）の普及を進める。
2008年（平成20年）情報交換・地域交流を目的としたやまいもまつりネットワーク活動を開始。
2009年（平成21年）周南市湯野に徳山西部支所開設（旧JA湯野支所）。
2010年、2008年に策定した地域振興案「おっとろろ元気村プラン」が周南市まちづくりコンテストで優秀賞を受賞。また、この年の4月、経済産業省中国経済産業局発行の「中国地域の中山間地域『地域産業担い手たちの挑戦』50人の地域ビジネスリーダー事例集」に地域産業の次なる担い手として掲載された。
2011年（平成23年）3月、自然生の栽培技術をもって、周南市の制定する「しゅうなんマイスター」に社長村田将弘が認定・表彰される。
農商工連携による加工品、新商品開発に着手。5月には、「地域特産じねんじょう山芋を活用した加工商品化事業」が農林水産省の六次産業化法に基づく総合化事業計画に認定。山芋焼酎、山子ごはん、山子麺などの商品開発を開始する。
2013年（平成25年）3月、農林水産省：6次産業化整備事業により徳山西部支所に加工・販売施設を整備。新事業部門「6次産業化事業部」を新たに設置。併せて産直ショップ「自然生まつり」を開設し、新商品開発、加工直売・飲食事業及び、担い手（生産者）育成事業を開始する。
2014年（平成26年）10月、野村アグリプランニング&アドバイザリー主催の「６次産業化推進シンポジウム」にて、全国優良事例ベスト６に選出され「農林水産省食料産業局長賞」を受賞する。
2015年（平成27年）「長州じねんじょう」の青果をはじめ、自然生焼酎「山の神」など自然生関連の加工品、計６点が周南市よりしゅうなんブランドに認定される。
2017年（平成29年）2月、山口県中山間地域づくり推進課の呼びかけででスタートした「山口県ふるさとワーキングホリデー」に登録。じねんじょう栽培や出荷体験者を受け入れる。
10月、湯野支社の直売所「じねんじょうまつり」が周南地域・地消推進協議会より「やまぐち食彩店」の認定を受ける。
11月、じねんじょうプロジェクトへ種芋事業を委託。

## 主な製品
- 青果物 - ヤマノイモ（自然生）、むかご（零余子）
- 加工食品物 -  ヤマノイモのパウダー（山芋粉）山子ごはん、山子麺（創作麺）、山ノ神（山芋焼酎）、じねんじょう大福